# Peter Schreier
Peter Schreier (født 29. juli 1935 i Meißen, Tyskland, død 25. december 2019 i Dresden) var en tysk operasanger (tenor) og dirigent.

## Karriere
Han fik sin professionelle debut i 1959 i Ludwig van Beethovens Fidelio.
I 1963 blev han ansat på Staatsoper Berlin og var fra 1966 en fast årlig gæst på Wiener Staatsoper. Også i 1966 debuterede han i Bayreuth, hvor han sang i Richard Wagners Tristan og Isolde.
Salzburg-festspillene har haft glæde af hans medvirken fra 1967 og 25 år frem.
I 2000 forlod han operascenen. Hans sidste rolle var som Tamino i Mozarts Tryllefløjten.
Det var dog først i 2005 – i en alder af 70 år – at han helt holdt op med at give offentlige koncerter.
Peter Schreier har også været en anerkendt liedsanger og har siden 1970 været meget brugt som dirigent med speciale i værker af Wolfgang Amadeus Mozart, Bach og Haydn.
I 1988 modtog han Léonie Sonnings Musikpris.
Han har siden 1945 været bosat i Loschwitz, Dresden.